# イスノス
イスノス(Isnos)は、コロンビアのウイラ県にある町である。2012年9月30日にM7.3の地震があった。